# Károly Takács
Károly Takács (Boedapest, 21 januari 1910 - 5 januari 1976) was een Hongaars olympisch schutter. Hij was de eerste schutter die twee gouden medailles won op het onderdeel 25 meter snelvuur pistool.
Károly Takács nam als schutter driemaal deel aan de Olympische Spelen; in 1948, 1952 en 1956. In 1948 wist hij op het onderdeel 25 meter pistool, goud te winnen voor Hongarije. In 1952 wist hij dit te herhalen. In 1956 wist hij geen derde medaille te winnen.
Takács raakte in 1938 gewond aan zijn arm door een granaatinslag. Hij schoot dan ook met links. Al in 1939 won hij met het Hongaarse team, het wereldkampioenschap. In 1958 kreeg hij een bronzen medaille op het ISSf wereldkampioenschap.
1896: Ioannis Phrangoudis ·
1900: Maurice Larrouy ·
1912: Alfred Lane ·
1920: Guilherme Paraense ·
1924: Henry Bailey ·
1932: Renzo Morigi ·
1936: Cornelius van Oyen ·
1948: Károly Takács ·
1952: Károly Takács ·
1956: Ștefan Petrescu ·
1960: William McMillan ·
1964: Pentti Linnosvuo ·
1968: Józef Zapędzki ·
1972: Józef Zapędzki ·
1976: Norbert Klaar ·
1980: Corneliu Ion ·
1984: Takeo Kamachi ·
1988: Afanasijs Kuzmins ·
1992: Ralf Schumann ·
1996: Ralf Schumann ·
2000: Sergej Alifirenko ·
2004: Ralf Schumann ·
2008: Oleksandr Petriv ·
2012: Leuris Pupo ·
2016: Christian Reitz ·
2020: Jean Quiquampoix ·
2024: Li Yuehong